# 정종복 (1964년)
정종복(丁鍾馥, 1964년 12월 3일 ~ )은 대한민국의 제12대 전북특별자치도의원이다.

## 학력
- 군산수산전문대학교 졸업
- 우석대학교 법행정경찰학부 졸업
- 전주대학교 경영행정대학원 경영학 석사 졸업

## 경력
- 정동영 국회의원 지역특보
- 제17대 대통령 선거 정동영 후보 비서실 정무2팀장
- 전주의제21추진협의회 기획·홍보 부위원장
- 롯데마그넷전주입점밤대추진협의회 사무총장
- 시민행동21 감사
- 새천년민주당 전주시 덕진구 지구당 청년부장
- 전북씨름협회 이사
- 전북사랑연합 사무총장
- (사)전북노인복지연구원 이사
- 2024.04 ~ 제12대 전북특별자치도의회 의원
- 2024.04 ~ 2024.07 제12대 전북특별자치도의회 전반기 행정자치위원회 위원
- 2024.07 ~ 제12대 전북특별자치도의회 후반기 예산결산특별위원회 부위원장
- 2024.07 ~ 제12대 전북특별자치도의회 후반기 예산결산특별위원회 위원

## 수상
- 2002.02.07 시민행동21 공로상
- 새천년민주당 김대중 총재 표창(새-5265호)

## 역대 선거 결과
|  | 13.55% |

|  | 70.73% |